# Семани
Се́мани (алб. Semani) — река в Албании. Образуется в области города Кучова в одноимённом округе в области Берат слиянием рек Деволи и Осуми, берущих начало на западных склонах хребта Грамос. Длина реки 85 километров (от истока Деволи — 266 километров, от истока Осуми — 242 километра). Площадь водосбора около 6000 квадратных километров, средняя высота водосборного бассейна 863 метров над уровнем моря. Течёт по Албанской низменности, по исторической области Мюзекея в широкой, извилистой, местами заболоченной долине в юго-западном направлении, впадает в Адриатическое море между устьями рек Вьоса на юге и Шкумбини на севере. Паводки зимой и весной. Воды используются на орошение. В междуречье Шкумбини и Семани сооружена система оросительных каналов. Средний расход воды составляет 95,7 кубических метров в секунду и общее количество переносимого водой рыхлого (нерастворимого) материала составляет 16,5 × 106 тонн/год, что меньше значения 30 х 106 тонн/год, предложенного Юрием Дмитриевичем Шуйским. Отличительными особенностями этой реки являются многочисленные русла, впадающие в море, и изменения в гидрологическом режиме, наблюдаемые в последние годы. Устье реки меняло положение шесть раз за последние сто лет, сдвинулось на 23—25 километров вдоль морского берега. Между концом XIX века и 1950-ми годами северные русла становились все более важными. После этого, до 1960-х годов, дельтовая равнина продвигалась в сторону моря и в 1970-е годы береговая линия достигла своего нынешнего положения. Дельтовая равнина меняется под действием эрозии.

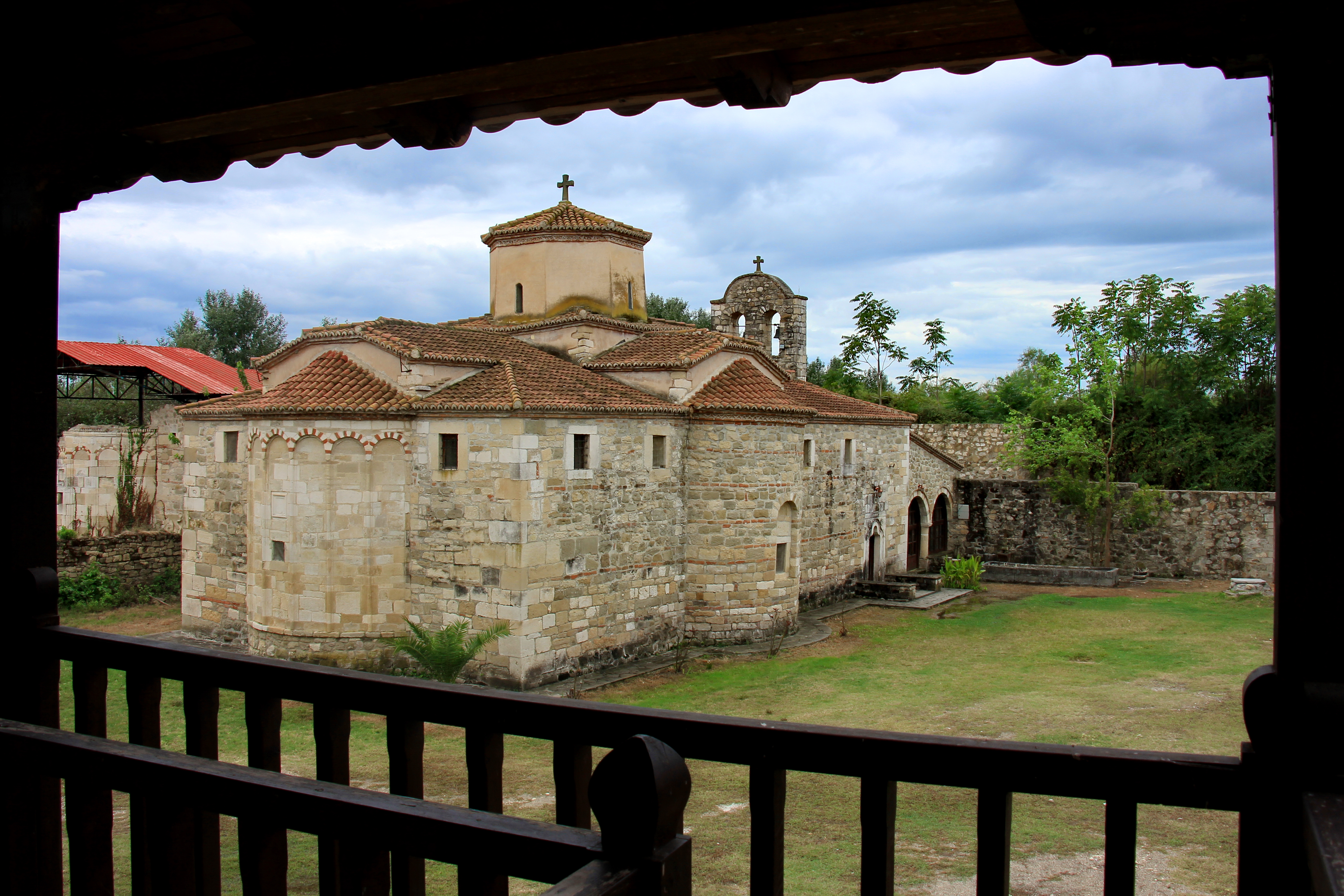
Собор монастыря святого Космы в Колкондаси (1813—1814)

В античное время река Семани и её приток Осуми были известны как река Апс (др.-греч. Ἄψος, лат. Apsus). Гай Юлий Цезарь часто упоминает реку Апс в своём сочинении «Записки о гражданской войне» о гражданской войне в Древнем Риме 49—45 годов до н. э.. На левом берегу реки близ устья некоторое время находился лагерь Цезаря, а на правом — Помпея.
На реке Семани под Фиери в 1813—1814 годах построен триконховый (с дополнительными северными и южными апсидами) собор монастыря святого Космы в Колкондаси, трехнефная купольная базилика.